# Hans Adam von Schöning

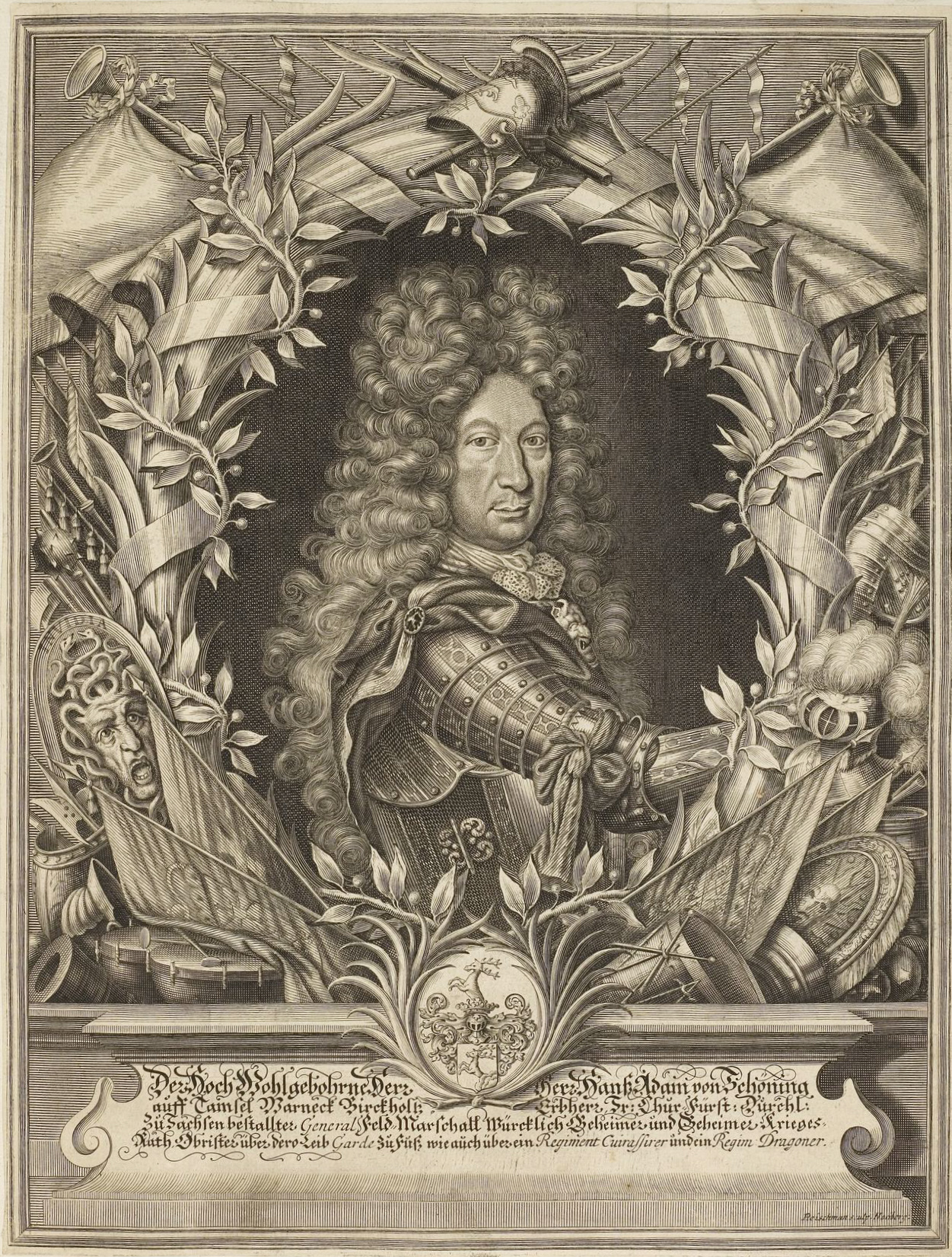
Generalfeldmarschall Hans Adam von Schöning
Kupferstich von August Christian Fleischmann (nach 1691)

Hans Adam von Schöning (* 1. Oktober 1641 auf Tamsel bei Küstrin; † 28. August 1696 in Dresden) war ein kurbrandenburgischer und kursächsischer Generalfeldmarschall.

## Leben
Hans Adam von Schöning stammte aus der pommerschen uradligen Familie von Schöning und war der Sohn von Hans Adam von Schöning († 1665) und dessen Frau Marianne von Schapelow († 1664).
Nach seiner Studienzeit in Wittenberg und Straßburg von 1657 bis 1660, trat Schöning, nachdem er fünf Jahre auf Reisen in West- und Südeuropa zugebracht hatte, 1665 als Legationsrat, dann als Offizier in die Dienste des Großen Kurfürsten von Brandenburg. Er zeichnete sich im Krieg gegen Schweden von 1675 bis 1679 besonders bei der Eroberung von Stettin, Rügen und Stralsund sowie bei der Jagd über das Kurische Haff, von wo er die Schweden nach dem Gefecht bei Telschi bis vor Riga verfolgte, so aus, dass er schon 1677 Generalmajor, 1684 Generalleutnant, Gouverneur von Berlin und Oberst der Leibgarde wurde. 1685 wurde er zum Wirklichen Geheimen Staats- und Kriegsrat ernannt. Sein vorzeitiger Rückzug bei der Jagd über das Kurische Haff am 12. Februar 1679 löste im preußischen Offizierskorps eine Kontroverse aus, blieb aber aufgrund seiner sonstigen Leistungen ohne Folgen. Bis ins 18. Jahrhundert jedoch hielt sich der Spottbegriff Schönsen-Manöver im Preußischen Offizierskorps.
Schöning befehligte die 8000 Mann Hilfstruppen, die der Kurfürst dem Kaiser gegen die Türken zu Hilfe schickte, half 1686  Ofen (heute Budapest) erstürmen. Von den Feldzügen gegen die Türken brachte er zwei gefangene Osmaninnen mit, die er als Geschenk an preußische Adlige abgab.
1688 und 1689 führte er zu Beginn des Pfälzischen Erbfolgekriegs als Feldmarschallleutnant die brandenburgischen Truppen gegen die Franzosen am Niederrhein. Am 12. März 1689 blieb er Sieger in der Schlacht bei Uerdingen. Infolge eines Streits mit General von Barfus im Lager vor Bonn im September 1689 wurde er seines Kommandos enthoben und 1690 aus dem brandenburgischen Militärdienst entlassen. Daraufhin trat er in kursächsische Dienste und wurde 1691 durch Kurfürst Johann Georg III. zum Generalfeldmarschall und Wirklichen Geheimen Kriegsrat ernannt. 1692 wurde er während eines Kuraufenthalts in Teplitz auf Befehl des Kaisers arrestiert und auf den Spielberg gebracht, weil man ihn verräterischer Verhandlungen mit den Franzosen beschuldigt hatte. Erst 1694 wurde er wieder freigelassen. Durch die Festungshaft wurde seine Gesundheit derart geschwächt, dass er nur noch kurze Zeit als Chef des adligen Kadettenkorps in Dresden fungieren konnte, wo er erst 55-jährig starb.

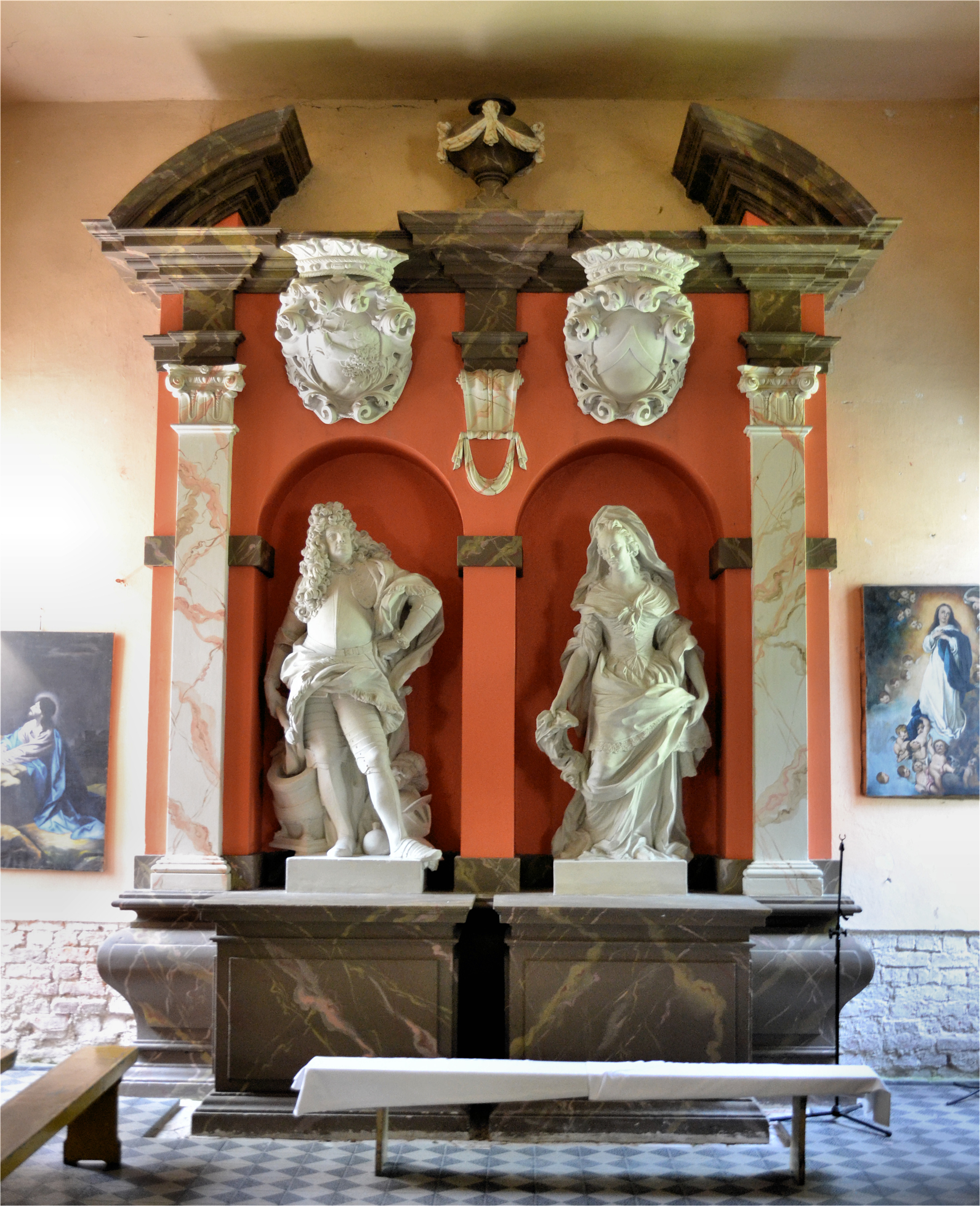
Doppelepitaph für Hans Adam von Schöning und Gemahlin in der Kirche zu Tamsel

Seine letzte Ruhestätte fand er in der Dorfkirche von Tamsel, wo ihm zu Ehren ein Doppelepitaph mit seiner Gemahlin, die Arbeit des sächsischen Bildhauers George Heermann, errichtet wurde. Ebenso, wie das prachtvolle Grabmal für seinen dritten Sohn und Erben, Johann Ludwig, hat es die Zeiten überstanden und gehört heute zu den Sehenswürdigkeiten des Ortes.
Im „Türkenkriegsviertel“ in Berlin-Wedding wurde die Schöningstraße nach ihm benannt.

## Theodor Fontane – Wanderungen durch die Mark Brandenburg
„Bald nach seiner Rückkehr starb sein Vater (1665) und kaum vierundzwanzig Jahre alt wurde Hans Adam Besitzer von Tamsel. Ziemlich um dieselbe Zeit trat er in kurfürstlichen Dienst, vermählte sich 1670 mit einem Fräulein von Pöllnitz, avancierte rasch, wurde Rittmeister, Oberst, Gouverneur von Spandau und war mit kaum sechsunddreißig Jahren Generalmajor.“

## Ehe und Nachkommen
Hans Adam von Schöning war seit 1668 mit Johanna Margarethe Luise von Pöllnitz (1641–1698) verheiratet, der einzigen Tochter des kurbrandenburgischen Generalmajors, Kämmerers und Gouverneurs von Lippstadt, Johann Ernst Freiherr von Pöllnitz und seiner Frau Arnoldine Katharine Gräfin zu Manderscheid (* 1620). Von ihren zwölf Kindern starben fünf in frühester Kindheit. Das Erwachsenenalter erreichten:
- Bogislaus (* 14. Oktober 1669; † 23. Mai 1693), Oberstleutnant in der sächsischen Leibgarde
- Luise (* 3. März 1671; † 1709)

⚭ Erasmus Conrad von Carnitz (1658–1689)
⚭ Freiherr Johann Georg von Rechenberg auf Eythra (1660–1729), sächsischer Gesandter in Hannover, Sohn von Johann Georg von Rechenberg (Skandal um Wolf Dietrich von Beichlingen)
- Charlotte Catharina (* 3. April 1674; † 2. Februar 1735) ⚭ 15. März 1693 Hieronymus August von der Asseburg (* 9. Mai 1664; † 19. Dezember 1717)
- Johann Ludwig (* 25. Dezember 1675; † 29. Oktober 1713), sächsischer Oberst, Erbe der väterlichen Güter

⚭ 1699 Gräfin Juliane Charlotte von Dönhoff (1682–1733), Tochter des Grafen Friedrich von Dönhoff
- Louise Eleonore (1708–1784), Erbin von Tamsel ⚭ 25. Mai 1723 Adam Friedrich von Wreech (1689–1746)

- Carl (* 2. Mai 1679; †?), Domherr zu Halberstadt
- Dorothea Henriette (* 1. August 1682; † 15. Mai 1714) ⚭ 5. Juni 1698 Busso von Hagen auf Biendorf (* 15. August 1665; † 18. Dezember 1734)
- Sophie Wilhelmine (* 18. Mai 1686; † 17. November 1730)

⚭ Graf Adam Ludwig von Blumenthal (1666–1704)
⚭ Sigmund von Erlach (1671–1722)